# Луї Ґергард де Геер
Барон Луї Ґергард де Геер з Фінспонгу (швед. Louis Gerhard De Geer af Finspång; 18 липня 1818, Фінспонг, Естергетланд — 24 вересня 1896, Ханаскуг, Кристианстад) — шведський політик, перший прем'єр-міністр Швеції в 1876—1880.

## Біографія
Луї де Геер народився в аристократичній родині і з 1851 року був членом Риксдагу маєтків. Отримавши юридичну освіту, в 1855 році він став членом апеляційного суду Гьоталанд, а в 1858 році зайняв пост першого міністра юстиції — одного з двох керівників шведського уряду.
Геер був одним з ініціаторів реформи, що вводить двопалатний Риксдаг, який обирається, членом першого скликання якого він був обраний в 1867 році. У 1870 році він пішов у відставку, але в 1875 році повернувся на пост першого міністра юстиції, а 20 березня 1876 став першим прем'єр-міністром країни, хоча до 1879 зберігав крісло міністра юстиції. 19 квітня 1880 Луї де Геер подав у відставку після провалу запропонованої ним реформи озброєння.
З 1881 по 1888 роки він займав пост канцлера Упсальского і Лундського університетів.
З 1862 року до своєї кончини Луї де Геер був членом Шведської академії наук та Шведської академії.
Луї де Геер залишив після себе також ряд книг мемуарного характеру та робіт з економіки.